# Knaanisch
Knaanisch (Judenslawisch, Kanaanitisch, Eigenbezeichnung „Leschonejnu“ – unsere Sprache, im Tschechischen lešon Kena’an) war eine von Juden gesprochene westslawische Sprache, die in Glossen in hebräischer Schrift belegt ist und um das Ende des Mittelalters ausgestorben ist. 

## Ursprung
Das Wort „Knaanisch“ leitet sich von „Kanaan“ (hebräisch כנען Kna'an) ab, obwohl kein Zusammenhang zwischen der knaanischen Sprache und dem biblischen Land Kanaan besteht. Allerdings wurde von Benjamin von Tudela die Kiewer Rus als „Land Kanaan“ bezeichnet, und man findet vereinzelt Hinweise darauf, dass das Gebiet östlich der Elbe ’ereṣ Kena’an genannt worden sein soll.

## Einordnung
In erster Linie bezeichnet man mit Knaanisch westslawische Dialekte, die bis zum ausgehenden Mittelalter von Juden insbesondere auf dem Gebiet des heutigen Tschechien sowie in Polen und der Lausitz gesprochen wurden. Forscher vermuten, dass diese eng mit dem Alttschechischen und anderen westslawischen Sprachen verwandte Sprache allmählich vom Jiddischen verdrängt wurde, nachdem im 12. bis 14. Jahrhundert jiddischsprechende Juden aus dem Rheingebiet nach Böhmen und Mähren wanderten. 
Es gibt allerdings widersprüchliche Theorien über den gegenseitigen Einfluss zwischen dem Knaanischen, westslawischen Sprachen und dem Jiddischen.

## Abweichende Begriffsverwendung
Gelegentlich werden auch jene judenslawischen Idiome, die außerhalb Böhmens und Mährens – sogar bis nach Russland – bis ins 15. Jahrhundert nachweisbar sind, als Knaanisch bezeichnet. Besonders trifft das auf die ostslawische Sprache zu, die von den Chasaren nach dem Fall ihres Reiches anstelle des bis dahin bei ihnen vorherrschenden Hebräischen verwendet wurde. Solche slawischsprachigen Juden gab es besonders in der Kiewer Rus im 11. bis 13. Jahrhundert.